# Bruno Schubert (Schauspieler)
Bruno Leon Schubert (* 31. Januar 1997 in Berlin) ist ein deutscher Schauspieler und Synchronsprecher.

## Leben
Schubert spielte seine erste Rolle im Film Der Wunschbaum. Danach folgten noch diverse andere Auftritte in Filmen und Serien. Einer seiner bekannteren Rollen ist die des „Patrick“ im Film  Tiger-Team – Der Berg der 1000 Drachen aus dem Jahr 2010. Er lebt in Berlin.

## Filmografie (Auswahl)
- 2003–2006: Wolffs Revier (Fernsehserie)
- 2004: Der Wunschbaum
- 2004: Der Mustervater – Allein unter Kindern
- 2004: Das Bernstein-Amulett
- 2005: Zeppelin!
- 2005: Rotkäppchen
- 2005: Arnies Welt
- 2007: Liebe ist das schönste Geschenk
- 2008: Die Wilden Kerle 5
- 2009: Wickie und die starken Männer
- 2010: Tiger-Team – Der Berg der 1000 Drachen